# Сичева
Сичева — река в России, протекает по Тосненскому району Ленинградской области.
Исток — в ненаселённой местности между посёлком Радофинниково и Любанью. Течёт на север и пересекает насыпь железной дороги Чудово — Веймарн, строившейся перед Великой Отечественной войной. В урочище Красная Горка принимает левый приток — Витку, в 2 км от устья — крупный левый приток — Болотницу, после чего протекает мимо деревни Заволожье.
Устье реки находится в 100 км по левому берегу реки Тигода, у деревни Русская Волжа. Длина реки составляет 20 км, площадь водосборного бассейна 289 км².
В верхнем течении реки, в районе Красной Горки проходили ожесточённые бои во время Любанской наступательной операции.

## Данные водного реестра
По данным государственного водного реестра России относится к Балтийскому бассейновому округу, водохозяйственный участок реки — Волхов, речной подбассейн реки — Волхов. Относится к речному бассейну реки Нева (включая бассейны рек Онежского и Ладожского озера).
По данным геоинформационной системы водохозяйственного районирования территории РФ, подготовленной Федеральным агентством водных ресурсов:
- Код водного объекта в государственном водном реестре — 01040200612102000019209
- Код по гидрологической изученности (ГИ) — 102001920
- Код бассейна — 01.04.02.006
- Номер тома по ГИ — 2
- Выпуск по ГИ — 0